# Interpolare polinomială
În analiză numerică,interpolarea polinomială este o tehnică de interpolare a unui set de date sau a unei funcții printr-un polinom. Cu alte cuvinte, dat un set de puncte (obținut, de exemplu, ca urmare a unui experiment), vom căuta un polinom care trece prin toate aceste puncte, și, eventual, verificați pentru alte condiții, dacă este posibil, gradul cel mai mic.

## Definiție
- Având un set de n +1 puncte,  (xi,yi) (xi diferite între ele), găsim un polinom P (cu coeficienți reali) de grad cel mult n, care satisface:

{\displaystyle p(x_{i})=y_{i}{\mbox{ , }}i=0,\ldots ,n}
Se demonstrează că există un singur polinom de grad cel mult n care trece prin cele n puncte.

## Construcția polinomului de interpolare

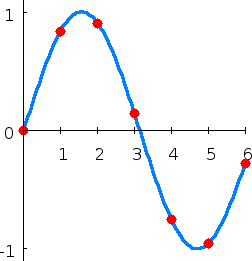
Punctele roșii corespund punctelor (x_{k},y_{k}), iar curba albastră reprezintă polinomului de interpolare.

Punctele roșii indică punctele de date (x_{k},y_{k}), în timp ce curba albastră arată polinomul de interpolare.

Să presupunem că polinomul de interpolare este dat de:
{\displaystyle p(x)=a_{n}x^{n}+a_{n-1}x^{n-1}+\cdots +a_{2}x^{2}+a_{1}x+a_{0}.\qquad (1)}
unde p  trebuie să verifice:
{\displaystyle p(x_{i})=y_{i},\qquad \forall i\in \left\{0,1,\dots ,n\right\}.}
astfel încât să treacă prin setul de puncte de interpolat.
Afirmația că p interpolează punctele de date înseamnă că
{\displaystyle p(x_{i})=y_{i}\qquad {\mbox{for all }}i\in \left\{0,1,\dots ,n\right\}.}
Dacă înlocuim ecuația (1), în aici, avem un sistem de ecuații liniare din coeficienții  {\displaystyle a_{k}}.
Sistemul în forma matrice-vector este
{\displaystyle {\begin{bmatrix}x_{0}^{n}&x_{0}^{n-1}&x_{0}^{n-2}&\ldots &x_{0}&1\\x_{1}^{n}&x_{1}^{n-1}&x_{1}^{n-2}&\ldots &x_{1}&1\\\vdots &\vdots &\vdots &&\vdots &\vdots \\x_{n}^{n}&x_{n}^{n-1}&x_{n}^{n-2}&\ldots &x_{n}&1\end{bmatrix}}{\begin{bmatrix}a_{n}\\a_{n-1}\\\vdots \\a_{0}\end{bmatrix}}={\begin{bmatrix}y_{0}\\y_{1}\\\vdots \\y_{n}\end{bmatrix}}.}
Trebuie să rezolvăm acest sistem pentru {\displaystyle a_{k}} pentru a construi interpolant {\displaystyle p(x).} Matricea {\displaystyle a_{k}} este o matrice Vandermonde.
Determinantul său este diferit de zero, ceea ce demonstrează că polinomul de interpolare există și este unic.
Rangul matricii Vandermonde poate fi mare , ceea ce cauzează erori mari la calculul coeficienților {\displaystyle a_{i}} în cazul în care sistemul de ecuații este rezolvat cu ajutorul metodei de eliminare Gauss.

## Unicitatea polinomului de interpolare
Având în vedere matricea Vandermonde folosit de mai sus pentru a construi interpolant, putem scrie sistemul sub forma
{\displaystyle Va=y\,}
Pentru a dovedi că V este matrice inversabilă, vom folosi formula determinantului Vandermonde:
{\displaystyle \det(V)=\prod _{i,j=0,i<j}^{n}(x_{i}-x_{j})}
Deoarece cele n + 1 puncte sunt distincte, determinantul nu poate fi zero, deoarece {\displaystyle x_{i}-x_{j}}  nu este niciodată la zero, prin urmare V este nesingulară și sistemul are o soluție unică.

## Eroarea de interpolare
Dacă {\displaystyle f} este de {\displaystyle n+1} ori derivabilă pe intervalul {\displaystyle I=[\min(x_{0},...x_{n},x),\max(x_{0},...x_{n},x)]\,}, iar {\displaystyle p_{n}(x)} este un polinom de grad cel mult n care interpolează f în n + 1 puncte distincte {xi} (i=0,1,...,n) în acel interval, atunci
{\displaystyle f(x)-p_{n}(x)={\frac {f^{(n+1)}(\xi )}{(n+1)!}}\prod _{i=0}^{n}(x-x_{i})} cu {\displaystyle \xi } în I.
Această formulă este demonstrată prin aplicarea iterativă a teoremei lui Rolle pe subintervalele {\displaystyle [x_{i-1},x_{i}]\,}.
Pentru fiecare x în intervalul de definiție există {\displaystyle \xi } în acel interval astfel încât
{\displaystyle f(x)-p_{n}(x)={\frac {f^{(n+1)}(\xi )}{(n+1)!}}\prod _{i=0}^{n}(x-x_{i})}
Să notăm termenul de eroare cu
{\displaystyle R_{n}(x)=f(x)-p_{n}(x)}
și considerăm o funcție auxiliară 
{\displaystyle Y(t)=R_{n}(t)-{\frac {R_{n}(x)}{W(x)}}\ W(t)}
unde
{\displaystyle W(t)=\prod _{i=0}^{n}(t-x_{i})}
și
{\displaystyle W(x)=\prod _{i=0}^{n}(x-x_{i})}
Deoarece {\displaystyle x_{i}} sunt rădăcinile funcției {\displaystyle f-p_{n}}, vom avea
{\displaystyle Y(x)=R_{n}(x)-{\frac {R_{n}(x)}{W(x)}}\ W(x)=0}
și
{\displaystyle Y(x_{i})=R_{n}(x_{i})-{\frac {R_{n}(x)}{W(x)}}\ W(x_{i})=0}
Atunci {\displaystyle Y(t)} are n +2 rădăcini. Din teorema lui Rolle, {\displaystyle Y^{\prime }(t)} are n +1 rădăcini, apoi {\displaystyle Y^{(n+1)}(t)} are o rădăcină {\displaystyle \xi }, unde {\displaystyle \xi } este în intervalul I.
Astfel încât să putem obține
{\displaystyle Y^{(n+1)}(t)=R_{n}^{(n+1)}(t)-{\frac {R_{n}(x)}{W(x)}}\ (n+1)!}
Deoarece {\displaystyle p_{n}(x)} este un polinom de grad cel mult n, atunci
{\displaystyle R_{n}^{(n+1)}(t)=f^{(n+1)}(t)}
Astfel
{\displaystyle Y^{(n+1)}(t)=f^{(n+1)}(t)-{\frac {R_{n}(x)}{W(x)}}\ (n+1)!}
Deoarece {\displaystyle \xi } este rădăcina lui {\displaystyle Y^{(n+1)}(t)}, atunci
{\displaystyle Y^{(n+1)}(\xi )=f^{(n+1)}(\xi )-{\frac {R_{n}(x)}{W(x)}}\ (n+1)!=0}
Prin urmare:
{\displaystyle R_{n}(x)=f(x)-p_{n}(x)={\frac {f^{(n+1)}(\xi )}{(n+1)!}}\prod _{i=0}^{n}(x-x_{i})}.
În cazul nodurilor de interpolare la distanțe egale {\displaystyle x_{i}=x_{0}+ih}, rezultă că eroarea de interpolare este O{\displaystyle (h^{n+1})}.
În cazul particular {\displaystyle x_{i}=x_{0}+ih\,} (puncte distribuite uniform), apare de obicei o eroare foarte mare de interpolare, cunoscută sub numele de fenomenul Runge, atunci când crește numărul de puncte pentru un interval {\displaystyle [x_{0},x_{n}]\,} dat.